# Elecciones parlamentarias de Israel de 1955
Las elecciones para el tercer Knesset se sostuvieron en Israel el 26 de julio de 1955. La participación electoral fue el 82.8%. Mapai mantuvo su pluralidad en la Knesset, aunque su participación en el voto disminuyó en 5.1 y su porcentaje de escaños cayó de 47 (al final de la Segunda Knéset) a 40. Mientras tanto, Herut superó a la Sionistas Generales, Mapam, y Hapoel HaMizrachi para convertirse en el segundo partido más grande, con su cuota de asientos casi duplicando (de 8 en la Segunda Knéset a 15 en la Tercera).
La Tercera Knéset es notable por ser la única Knesset hasta el momento en la que ninguno de los partidos representados se fusionó o dividió (aunque dos partidos cambiaron sus nombres) y ningún MK transfugó, convirtiéndose en el Knesset más estable en la historia de Israel.

## Resultados
|  | 32.2 % |

|  | 12.6 % |

|  | 10.2 % |

|  | 9.1 % |

|  | 8.2 % |

|  | 7.3 % |

|  | 4.7 % |

|  | 4.5 % |

|  | 4.4 % |

|  | 1.8 % |

|  | 1.5 % |

|  | 1.1 % |

|  | 0.8 % |

|  | 0.5 % |

|  | 0.4 % |

|  | 0.3 % |

|  | 0.3 % |

|  | 0.1 % |

|  | 97.4 % |

|  | 2.6 % |

|  | 100.00 % |

|  | 82.8 % |

1: Alianza entre HaPoel HaMizrahi y Mizrachi, que se presentaron separados en la elección anterior. Para la variante de escaños se tomó la unión de los escaños de cada partido.
2: Alianza entre Agudat Yisrael y Poalei Agudat Yisrael que se presentaron separados en la elección anterior. Para la variante de escaños se tomó la unión de los escaños de cada partido.

## Galería

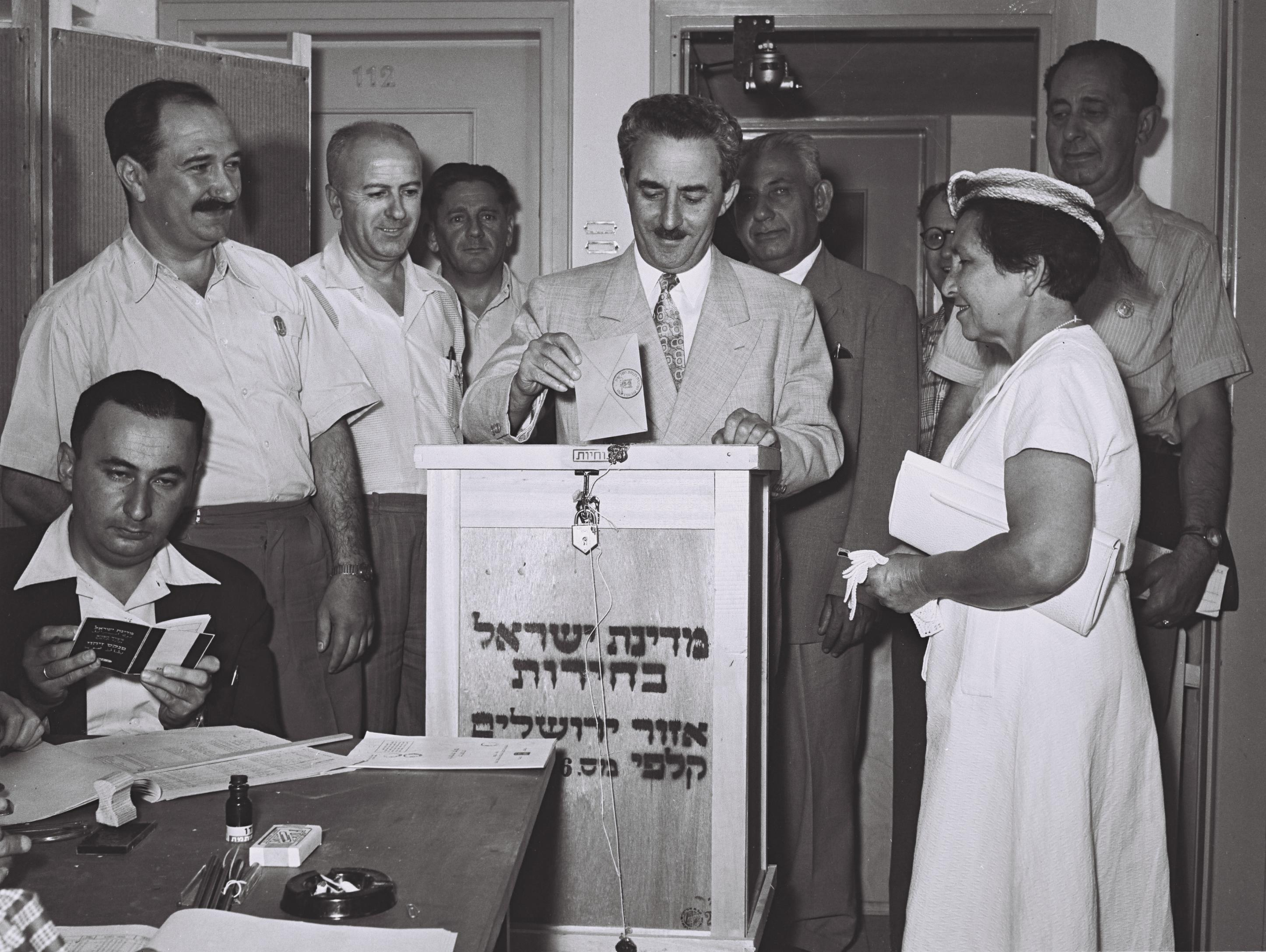
Moshe Sharett